# Vladimir Sal'nikov
Vladimir Valer'evič Sal'nikov (in russo Владимир Валерьевич Сальников?; Leningrado, 21 maggio 1960) è un ex nuotatore sovietico.

## Biografia
Specializzato nello stile libero, vinse tre medaglie d'oro alle olimpiadi di Mosca 1980: nei 400 m e 1500 m sl e nella staffetta 4x200 m sl. Non poté difendere il titolo olimpico a Los Angeles 1984 a causa del boicottaggio sovietico. Nelle olimpiadi di Seoul 1988 si qualificò per la finale dei 1500 m sl e, contro tutti i pronostici, vinse l'oro con il tempo di 15'00"40, primo nuotatore al mondo a vincere un oro olimpico nel nuoto a più di 28 anni. Quando la sera si presentò al ristorante del villaggio per la cena fu salutato da un'autentica standing ovation: tutti gli atleti presenti si alzarono in piedi e gli tributarono un lunghissimo applauso.
È stato primatista mondiale sulle distanze dei 400 m, 800 m e 1500 m sl ed il primo nuotatore al mondo a scendere sotto la barriera dei 15 minuti nei 1500 m stile libero. Nel 1993 è diventato uno dei Membri dell'International Swimming Hall of Fame.

## Palmarès
- Olimpiadi
  - Mosca 1980: oro nei 400 m e 1500 m sl e nella staffetta 4x200 m sl.
  - Seoul 1988: oro nei 1500 m sl
- Mondiali
  - 1978 - Berlino: oro nei 400 m e 1500 m sl, argento nella staffetta 4x200 m sl.
  - 1982 - Guayaquil: oro nei 400 m e 1500 m sl, argento nella staffetta 4x200 m sl.
- Europei
  - 1977 - Jönköping: oro 1500 m sl.
  - 1981 - Spalato: oro nei 1500 m sl e nelle staffette 4x100 m sl e 4x200 m sl, argento nei 400 m sl.
  - 1983 - Roma: oro nei 400 m e 1500 m sl.

## Riconoscimenti
- World Swimmer of the Year: 1979, 1982
- European Swimmer of the Year: 1980